# Aitaira
Aitaira (abchazsky Аиҭаира, česky Obrození) je politická strana v Abcházii, jež vznikla v roce 2001 jako opoziční socio-politické hnutí. V politickou stranu se hnutí přetransformovalo v roce 2020.

## Dějiny
Aitaira byla založena v průběhu roku 2001 jako socio-politické hnutí, jež stálo v opozici vůči vládě Vladislava Ardzinby. Toto nové hnutí si za spolupředsedy zvolilo Leonida Lakerbaju a Aleksandra Ankvaba, kteří v polovině 90. let 20. století byli součástí Ardzinbovy vlády, ale oba se s ním rozešli ve zlém. Hnutí přilákalo do svých řad mnoho dalších veřejně známých osobností Abcházie, kteří nebyli s Ardzinbovou vládou spokojeni. 
Hnutí krátce po svém vzniku nominovalo do parlamentních voleb v roce 2002 dvacet tři kandidátů, ale celkem osm z nich včetně Lakerbaji bylo z voleb vyloučeno. Lakerbaja to považoval za hrubé porušení volebního zákona ze strany Ústřední volební komise Republiky Abcházie a ze strany vládnoucí moci, ztrácející vliv kvůli stále se zhoršujícím ekonomickým potížím. Na protest proto stáhlo kandidaturu všech zbylých patnáct kandidátů hnutí. Hnutí však i nadále fungovalo jako opoziční síla vůči vládnoucí klice a den bezprostředně před uskutečněním voleb předseda hnutí Lakerbaja důrazně pohrozil vládnoucí moci, že nebude od nich mít klid.
Když pak Ardzinbův druhý mandát končil, Aitaira nominovala do nadcházejících prezidentských voleb v roce 2004 Aleksandra Ankvaba jako svého kandidáta. Avšak ten byl nakonec Ústřední volební komisí z kandidátní listiny vyřazen, a tak se Aitaira přidala k dalším opozičním uskupením, jakými byly Jednotná Abcházie a Amcachara, a spolu s nimi podpořila ve volbách Sergeje Bagapše. Bagapš volby těsně vyhrál, ale vypukla politická krize, jejímž řešením byl vznik široké koalice a opakování voleb. Bagapš se stal prezidentem Abcházie, Ankvab jeho premiérem a Lakerbaja místopředsedou vlády. Když se z Aitairy stalo za Bagapšovy vlády provládní hnutí, jehož členové se pouštěli s nabytou mocí do reforem, které slibovali, pozvolna ukončovalo své společenské aktivity, přestože ještě v roce 2009 deklarovalo, že hnutí bude pokračovat jako dosud. I tak o Aitaře moc slyšet nebylo.
Ankvab byl po Bagapšově smrti v roce 2011 zvolen prezidentem a Lakerbaju jmenoval svým premiérem. Oba dva ale byli v roce 2014 nuceni opustit svůj mandát a rezignovat, když v Suchumi vypukly nepokoje, které řídila opozice v čele s Raulem Chadžimbou, jenž byl Bagapšův protikandidát v roce 2004 a Ankvabův v roce 2011. Ten byl posléze zvolen prezidentem a z funkcí ve státě odstranil osoby spjaté s předešlou mocí. Zatímco Ankvab po své rezignaci uprchl do Ruska, Lakerbaja zůstal v Abcházii, ale stáhl se do ústraní. V té době Aitaira byla již zcela nečinná. O rok později se ale vrátil, ale svými politickými stanovisky kritizoval Chadžimbovu vládu jen mírně. 
Avšak 27. července 2016, kdy dva týdny předtím vláda uspořádala referendum ohledně otázky, zdali se mají konat předčasné prezidentské volby, jež dopadly velikou blamáží, rozhodl se Lakerbaja Aitairu obnovit v plné síle a plnohodnotně se vrátit do politiky coby opoziční síla vůči Chadžimbově vládě, avšak bez toho, aby se opakovalo násilí z roku 2014 v opačném gardu. Na novém ustavujícím sjezdu se opětovně stal předsedou a spolupředsedu mu dělal poslanec Achra Kvekveskiri. Ještě v témže roce dne 6. prosince Aitaira podepsala s hnutím Kjarazaa dohodu o vzniku Bloku opozičních sil pro společný postup vůči vládní moci.
Obnovená Aitaira se postarala o návrat Aleksandra Ankvaba do abchazské politiky, když ho pozvala z emigrace v Rusku zpět do země a nominovala ho do parlamentních voleb. Ty ve svém gudautském volebním obvodu se ziskem 52 % hlasů v prvním kole vyhrál a byl zvolen poslancem Abchazského lidového shromáždění. A hnutí též začalo pracovat na transformaci v plnohodnotnou politickou stranu, která byla dokončena z kraje roku 2020.
V lednu 2020 vypukly mohutné protivládní demonstrace a nepokoje proti Chadžimbovi, během nichž ho Aitaira vyzývala k rezignaci. K tomu došlo nakonec až za tři dny, kdy Aitaira i jiné opoziční skupiny k odstoupení Chadžimby z funkce dotlačily. Když se pak měly konat předčasné prezidentské volby v roce 2020, Aitaira navrhla bývalému ministru kultury Badrovi Gunbovi, aby přijal nabídku účastnit se voleb coby kandidát Aslana Bžaniji na viceprezidenta. Ty Bžanija vyhrál a premiérem se stal člen Aitairy Aleksandr Ankvab. Z Aitairy se tak opět stala provládní síla.
Následkem násilných předvánočních nepokojů v Abcházii v roce 2021 vydala Aitaira prohlášení, v němž kritizovala činy uskupení zvaného „Lidová vlastenecká unie“, které svádělo neklid ve společnosti na prezidenta Bžaniju a jeho vládu. Aitaira označila vůdce tohoto uskupení za tzv. „novou elitu“, jež je ale ve skutečnosti tvořena dobře známými politickými figurami z dob Chadžimbovy vlády, „a tito mladí reformátoři již pracovali jako místopředsedové vlády nebo jako ministři“. Připomněla proto jejich vlastní tehdejší nevalné působení, zatímco nyní kritizují současnou vládu za špatné hospodaření, která přitom v podmínkách pandemie dokázala hospodařit s rozpočtovým přebytkem. Dále Aitaira vyzvala příslušné orgány, aby byli organizátoři nepokojů dle zákona potrestáni.